# Perityle
Perityle är ett släkte av korgblommiga växter. Perityle ingår i familjen korgblommiga växter.

## Bildgalleri

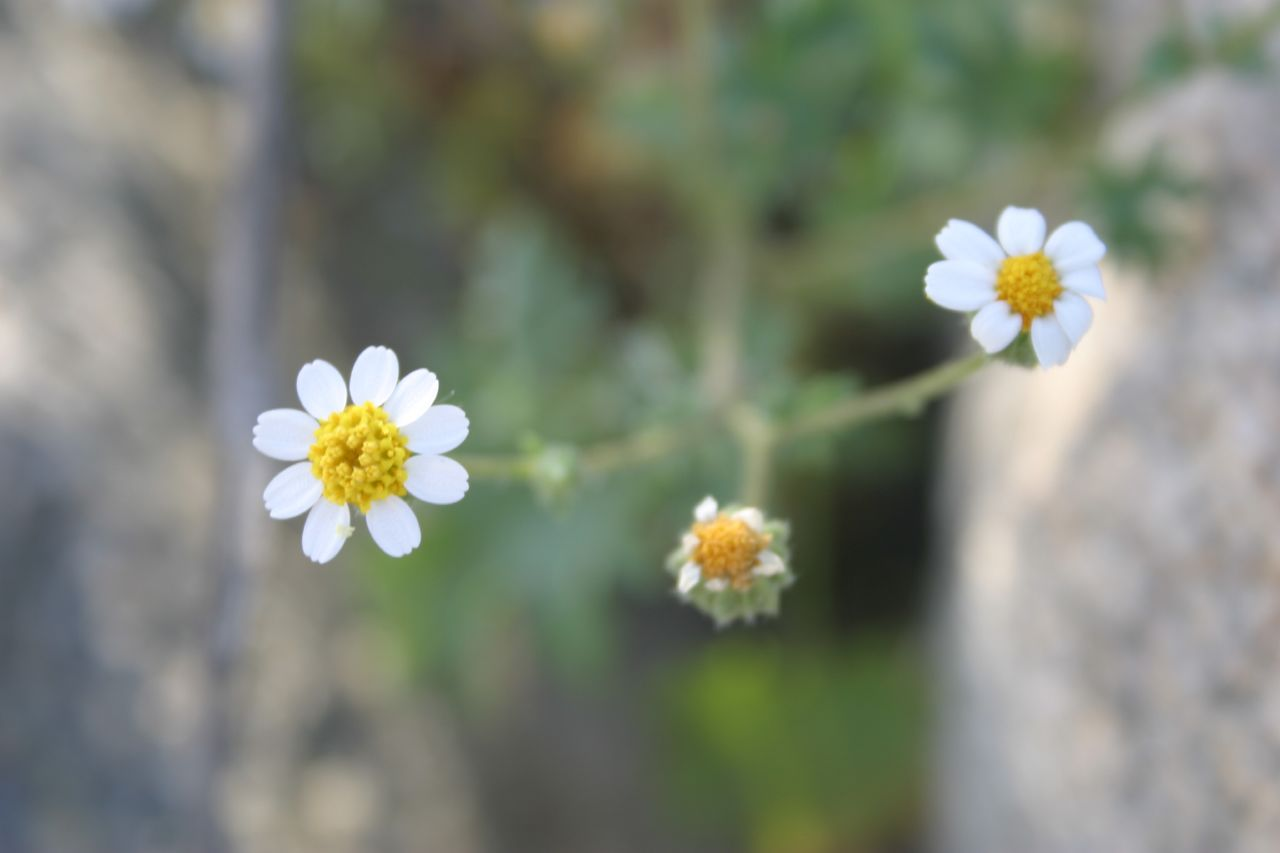
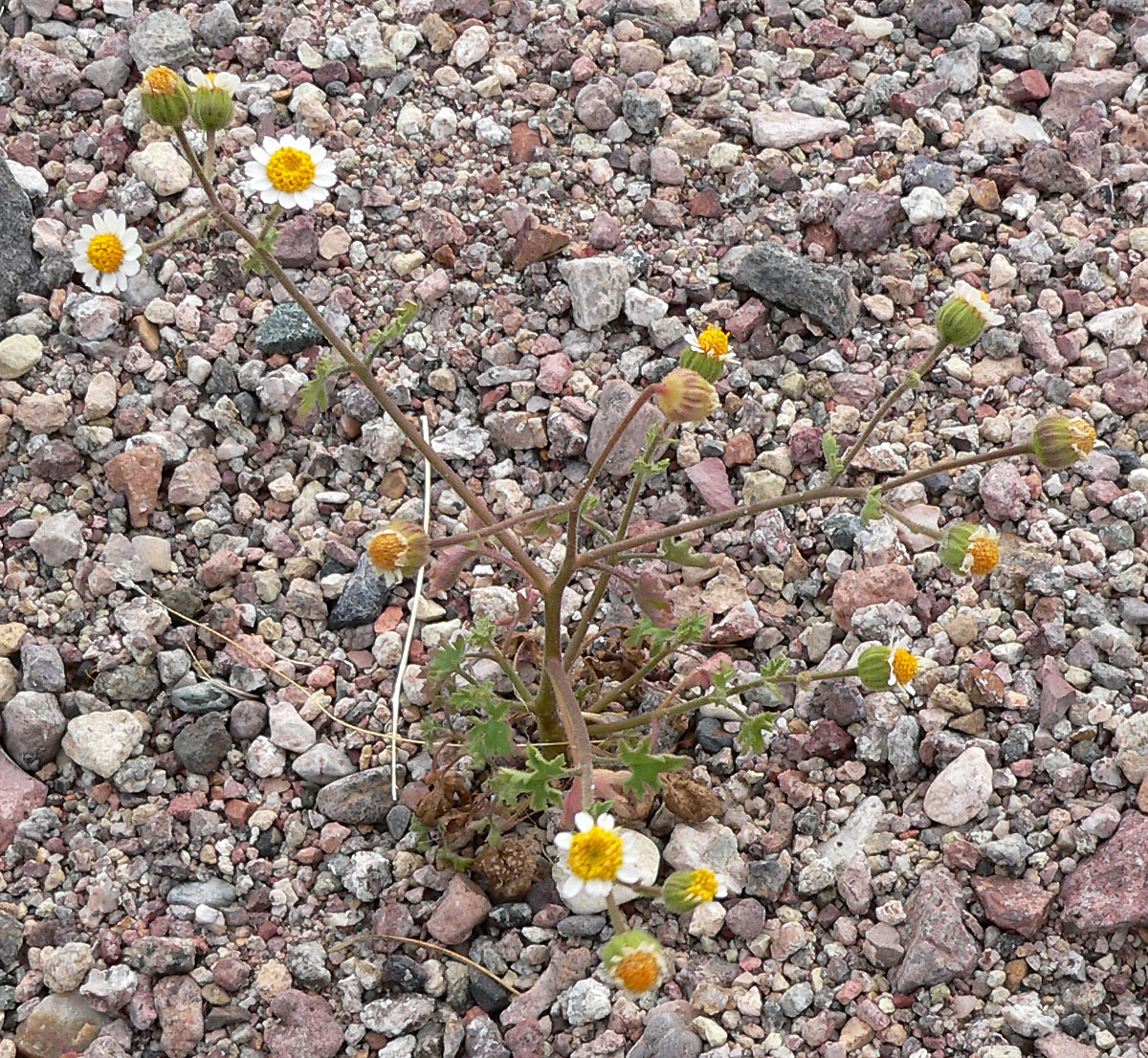
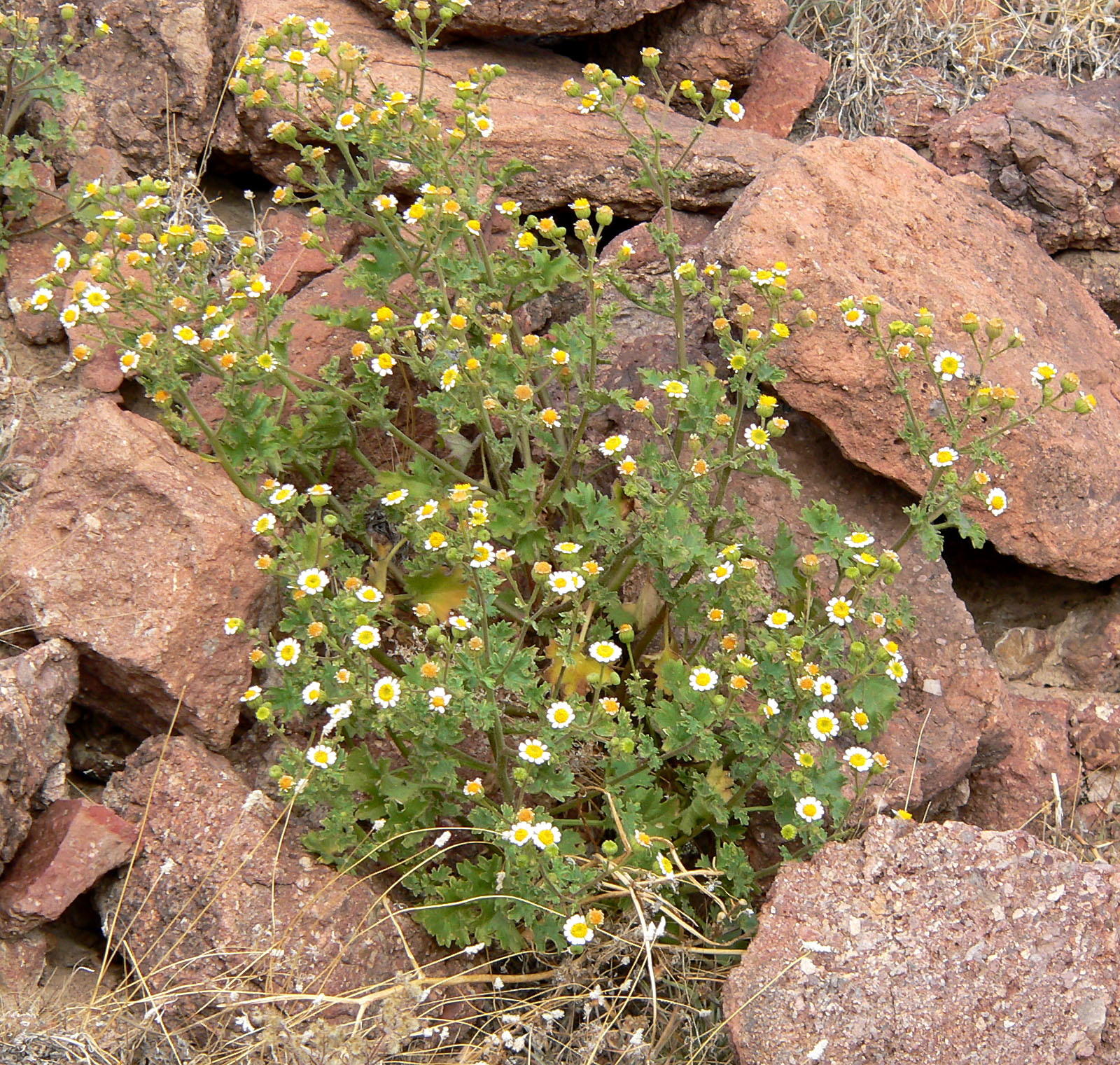
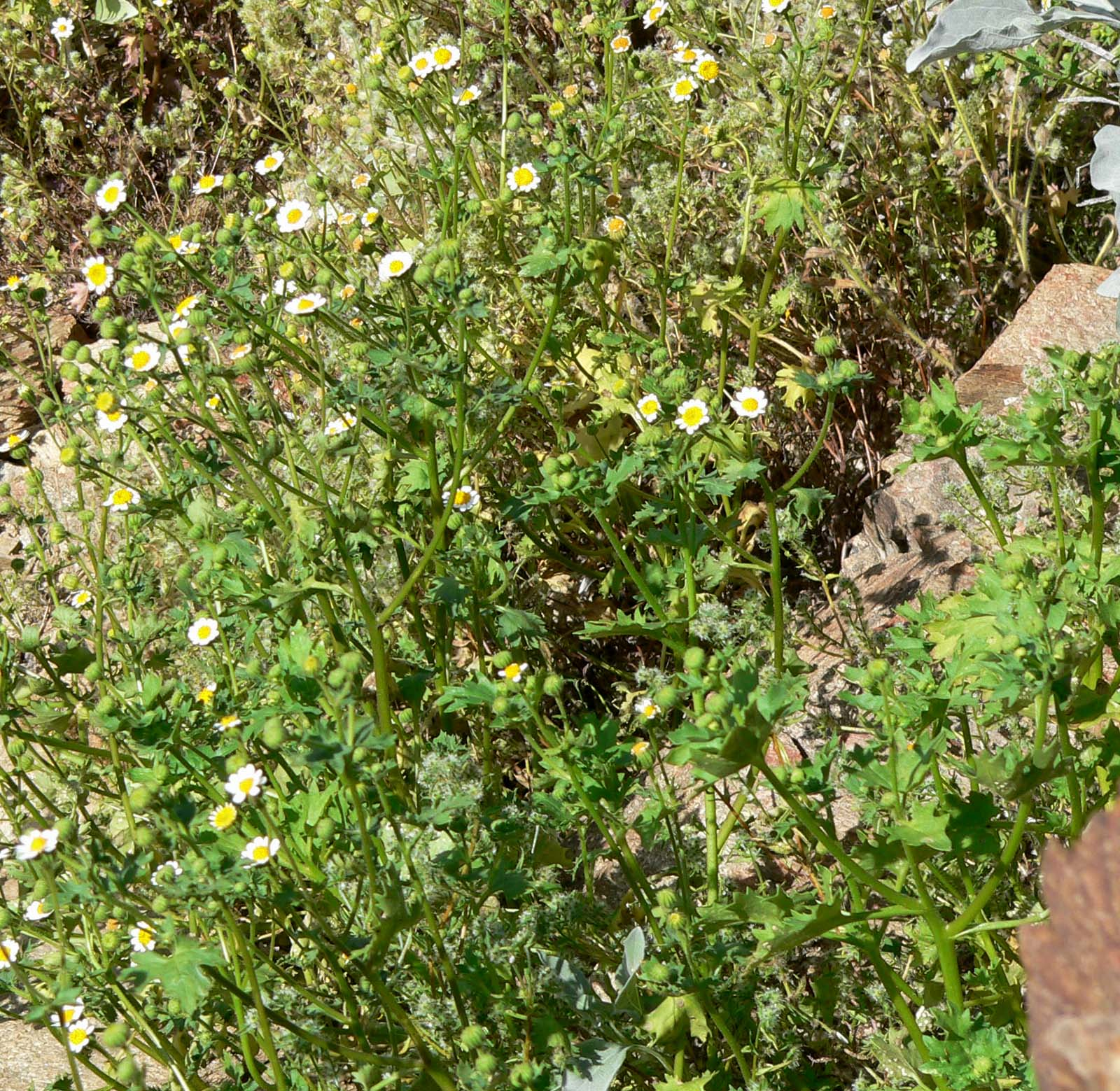
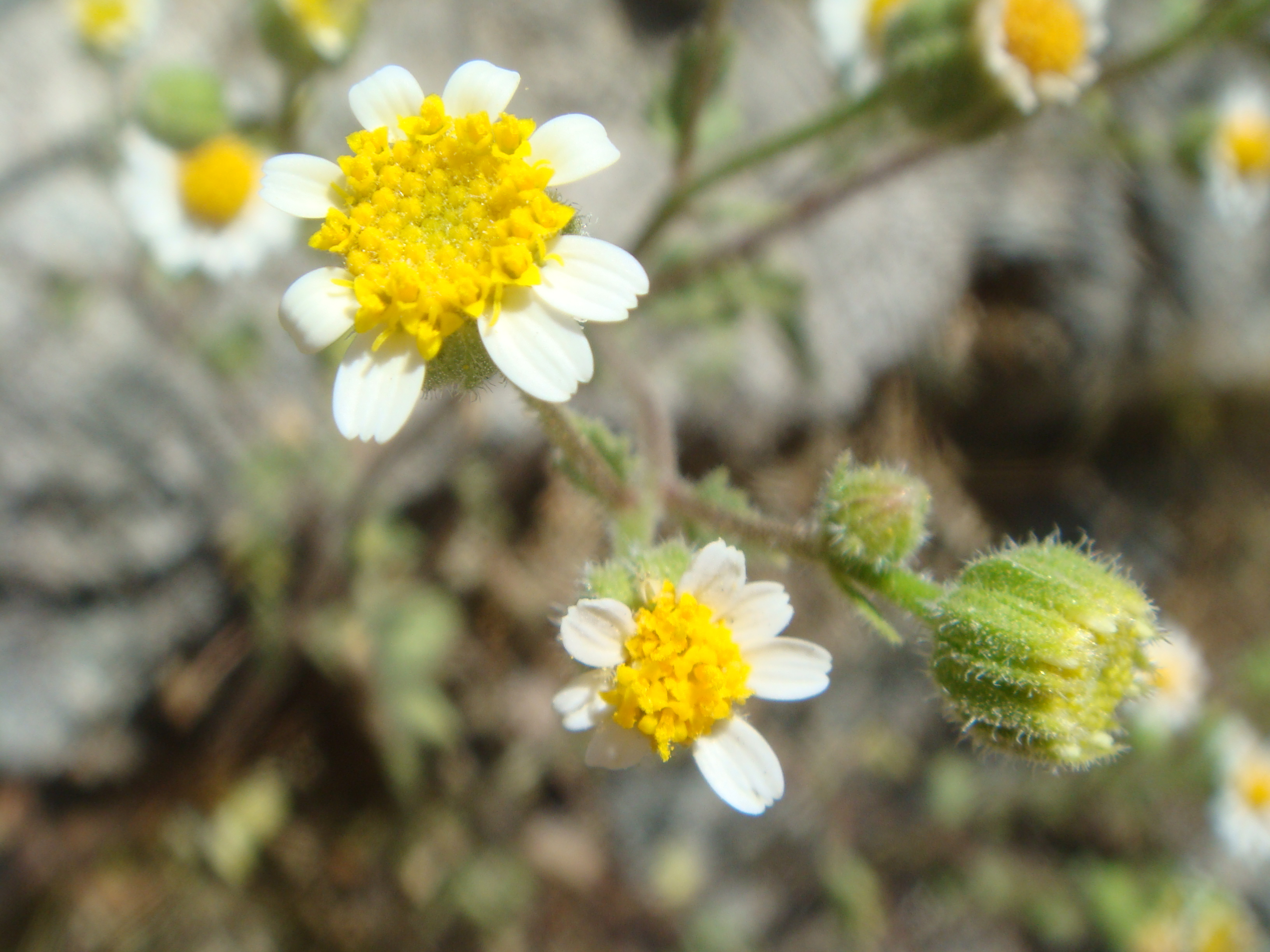
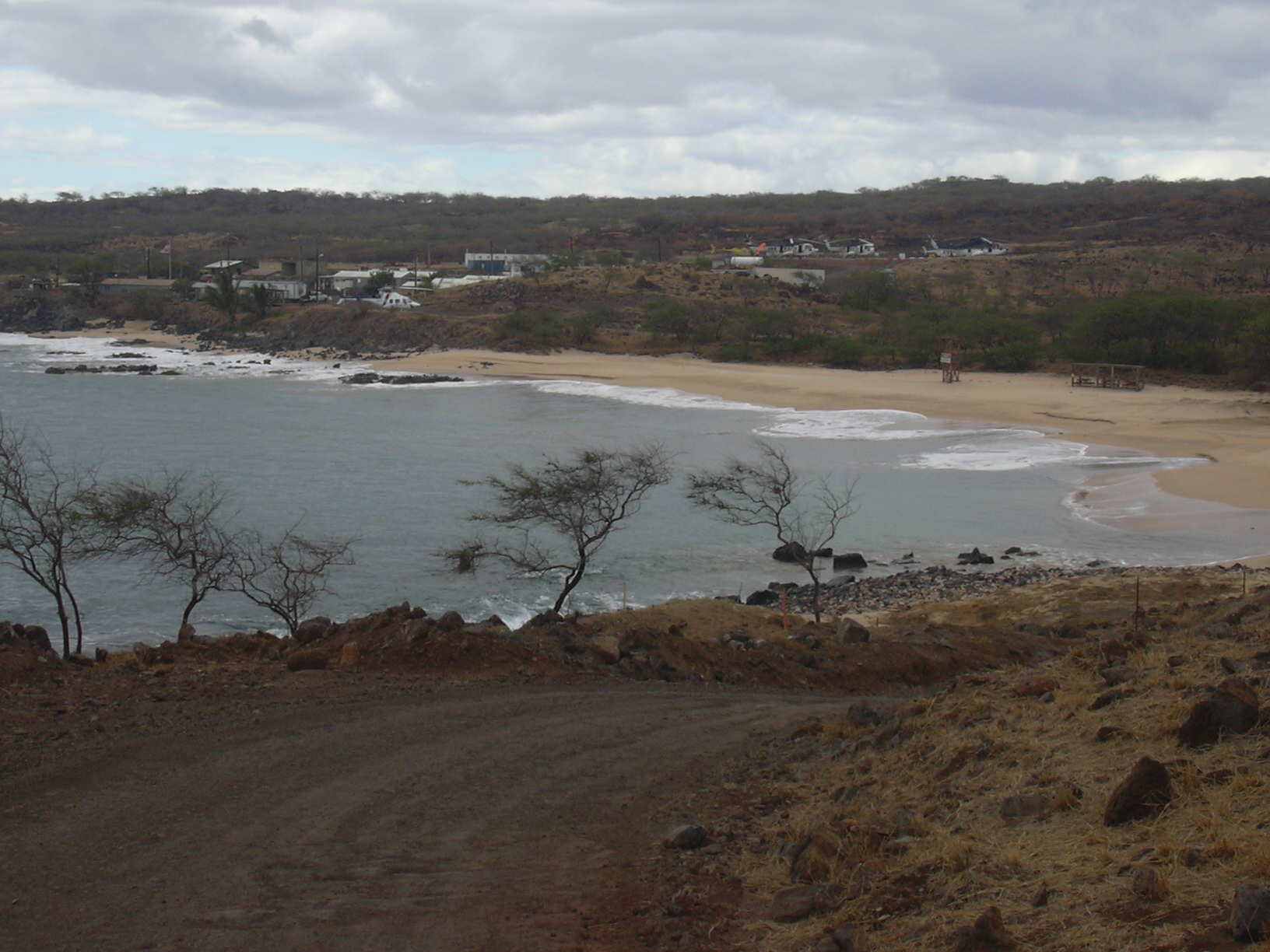

## Dottertaxa tillPerityle, i alfabetisk ordning[1]
- Perityle aglossa
- Perityle angustifolia
- Perityle aurea
- Perityle bisetosa
- Perityle californica
- Perityle canescens
- Perityle carmenensis
- Perityle castillonii
- Perityle cernua
- Perityle ciliata
- Perityle cinerea
- Perityle coahuilensis
- Perityle cochisensis
- Perityle congesta
- Perityle cordifolia
- Perityle coronopifolia
- Perityle crassifolia
- Perityle cuneata
- Perityle discoidea
- Perityle dissecta
- Perityle emoryi
- Perityle feddemae
- Perityle gentryi
- Perityle gilensis
- Perityle glaucescens
- Perityle gracilis
- Perityle grandifolia
- Perityle hofmeisteria
- Perityle huecoensis
- Perityle incana
- Perityle intricata
- Perityle inyoensis
- Perityle jaliscana
- Perityle lemmonii
- Perityle leptoglossa
- Perityle lindheimeri
- Perityle lineariloba
- Perityle lloydii
- Perityle lobata
- Perityle megalocephala
- Perityle microcephala
- Perityle microglossa
- Perityle montana
- Perityle palmeri
- Perityle parryi
- Perityle pennellii
- Perityle quinqueflora
- Perityle rosei
- Perityle rupestris
- Perityle saxicola
- Perityle scopulorum
- Perityle socorrosensis
- Perityle stansburyi
- Perityle staurophylla
- Perityle stevensii
- Perityle tenella
- Perityle trichodonta
- Perityle turneri
- Perityle vandevenderi
- Perityle vaseyi
- Perityle vigilans
- Perityle villosa